# Tore Persson (fotograf)
Tore Persson, född 9 maj 1918 i Spöland, Vännäs socken, död 4 november 2010 i Sundsvall, var en svensk pressfotograf, uppfinnare och entreprenör och en av grundarna till bildbyrån och sedermera tryckeriet Norrlandsbild. 
Tore Persson växte upp i Spöland 27 mil nordväst om Umeå som den förstfödde i en barnaskara på åtta. Han började jobba som 14-åring på Erikssons Mekaniska Verkstad i Skellefteå. Efter fem år där startade han sitt första företag, en egen bilverkstad i Älvsbyn vid Pite älv. Under en skidtur 1937 fick han hålla i en kamera (en Kodak bälgkamera i formatet 6,5 x 11) för första gången och hans intresse för fotografering var väckt. Hans första egna kamera var en Agfa Billy Record som kostade 28 kr. Efter att han vunnit ett fototävling i Västerbottens-kuriren 1943 blev han erbjuden jobb som Norrlands första fast anställda pressfotograf vid tidningen Norra Västerbotten. Samma år startade han Skellefteå fotoklubb tillsammans med Sven E Nilsson. Redan från början fick klubben en flygande start, med hobbyutställning 1944 och jubileumsutställning 1945, som lade grunden för en god klubbekonomi.
Tillsammans med sin broder Bert startade Tore Persson Norrlandsbild för att kunna sälja bilder genom eget företag. 1947 flyttade Tore till Sundsvall för att arbeta med bildjournalistik på Expressens Norrlandsredaktion, ett företag han kom att vara knuten till som fast anställd och frilans under 25 år.

## Samlingar
Under sina många år i Sundsvall dokumenterade Tore Persson staden och dess omgivningar och var en av de som tog initiativ till Fotomuseet Bildens Hus där hans samlingar av både kameror och negativ ingår. Delar av arkiven kan ses på Kulturmagasinet i Sundsvall.

## Uppfinningar
Persson har uppfunnit ett beslag som motverkar skevhet hos sidohängda fönster eller dörrar, reprofotografisk utrustning samt båtskrov.